# Fernando Carcupino
Fernando Carcupino (23 de julio de 1922 – 22 de marzo de 2003) fue un pintor, ilustrador e historietista italiano. 
Carcupino es famoso por su serie las mujeres, las madres con hijos o de marcado cariz erótico. Él fue más ampliamente conocida por sus desnudos femeninos, pero también pintó paisajes, bodegones, temas históricos y retratos de las madres y sus hijos. En su carrera trabajó como artista de cómics de Asso di Picche.

## Vida y carrera
Carcupino nació en Nápoles a una familia milanesa que estaban trabajando temporalmente allí.
Se crio en Milán y estudió arte en virtud de Achille Funi en la ciudad de Academia de Bellas Artes de Brera. Durante la Segunda Guerra Mundial, trabajó en el departamento de animación de la película La Rosa di Bagdad antes de servir como subteniente en el Granatieri Brigada del Cuerpo de Liberación italiano.
En 1946, después de haber producido el episodio "Scacco Matto una Coe" para la serie de cómics Il Solitario, se unió a su amigo Mario Faustinelli en el personal de Asso di Picche y se convirtió en parte de la llamada Gruppo di Venezia (Grupo de Venecia), que también incluye a los artistas y escritores de historietas Hugo Pratt, Dino Battaglia y Damiano Damiani.
Otra serie 1940s cómic ilustrado por Carcupino era Il figlio della notte escrito por Andrea Lavezzolo. Fue reeditado en 1975 como un solo libro de Grandi Avventure.
Carcupino viajado extensamente en el norte de Europa durante la década de 1950 y al mismo tiempo de comenzar una carrera como ilustrador. Trabajó principalmente para el  Mondadori publicaciones, Epoca, Grazia, y Confidenze, sino también para la revista satírica La Settimana Umoristica.A principios de la década de 1970 se produjo desnudos femeninos para las portadas de la revista erótica semanal, La Giraffa, así como crear las portadas de varias publicaciones Edifumetto incluidos I Notturni, Sexy Favole, Lo Scheletro, y Il Vampiro.
Desde mediados de la década de 1970 hasta su muerte, Carcupino dedica principalmente a la pintura, produciendo paisajes, bodegones, retratos madre y el niño, y desnudos femeninos-el objeto para el que fue más ampliamente conocida. Murió en Milán el 22 de marzo de 2003 a la edad de 80. Las exposiciones retrospectivas de su trabajo se realice el año siguiente en el Centro per l'Arte Contemporanea Luigi Pecci en Prato y en el Palazzo Cusano en Cusano Milanino  donde Carcupino había vivido desde 1946 hasta mediados de la década de 1950. Su obra forma parte de numerosas colecciones privadas y en la colección permanente de la Galería de Arte Gelmi en Milán.

## Concesiones y decoraciones

### Decoraciones Oficiales
- Orden al Mérito de la República Italiana Caballero de la Orden del Mérito de la República Italiana (Cavaliere Ordine al Merito della Repubblica Italiana, también dijo que Cavaliere della Repubblica)  para el mérito artístico.

## Links
- Guido Crepax
- Milo Manara
- Hugo Pratt